# Thomas Monier
Pour les articles homonymes, voir Monier.
Thomas Monier, né le 22 octobre 1971, est un kayakiste français de slalom. 
Il est médaillé de bronze en kayak monoplace (K1) par équipe aux Championnats du monde 2002 à Bourg-Saint-Maurice.